# Althorne
Althorne is een civil parish in het bestuurlijke gebied Maldon, in het Engelse graafschap Essex. De plaats telt 1159 inwoners.
De plaats ligt op het Dengie schiereiland.

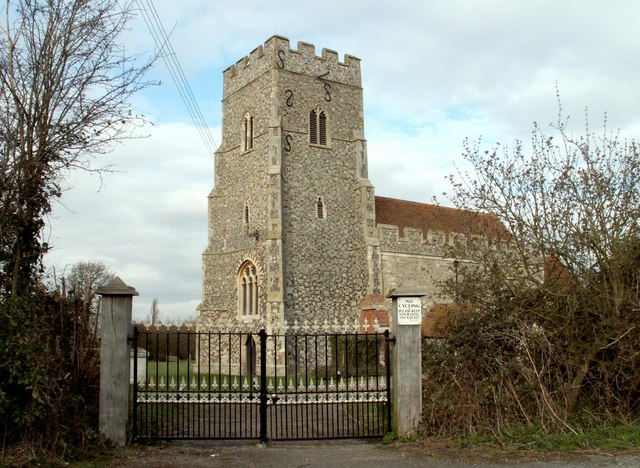
Parochiekerk St. Andrew's, Althorne
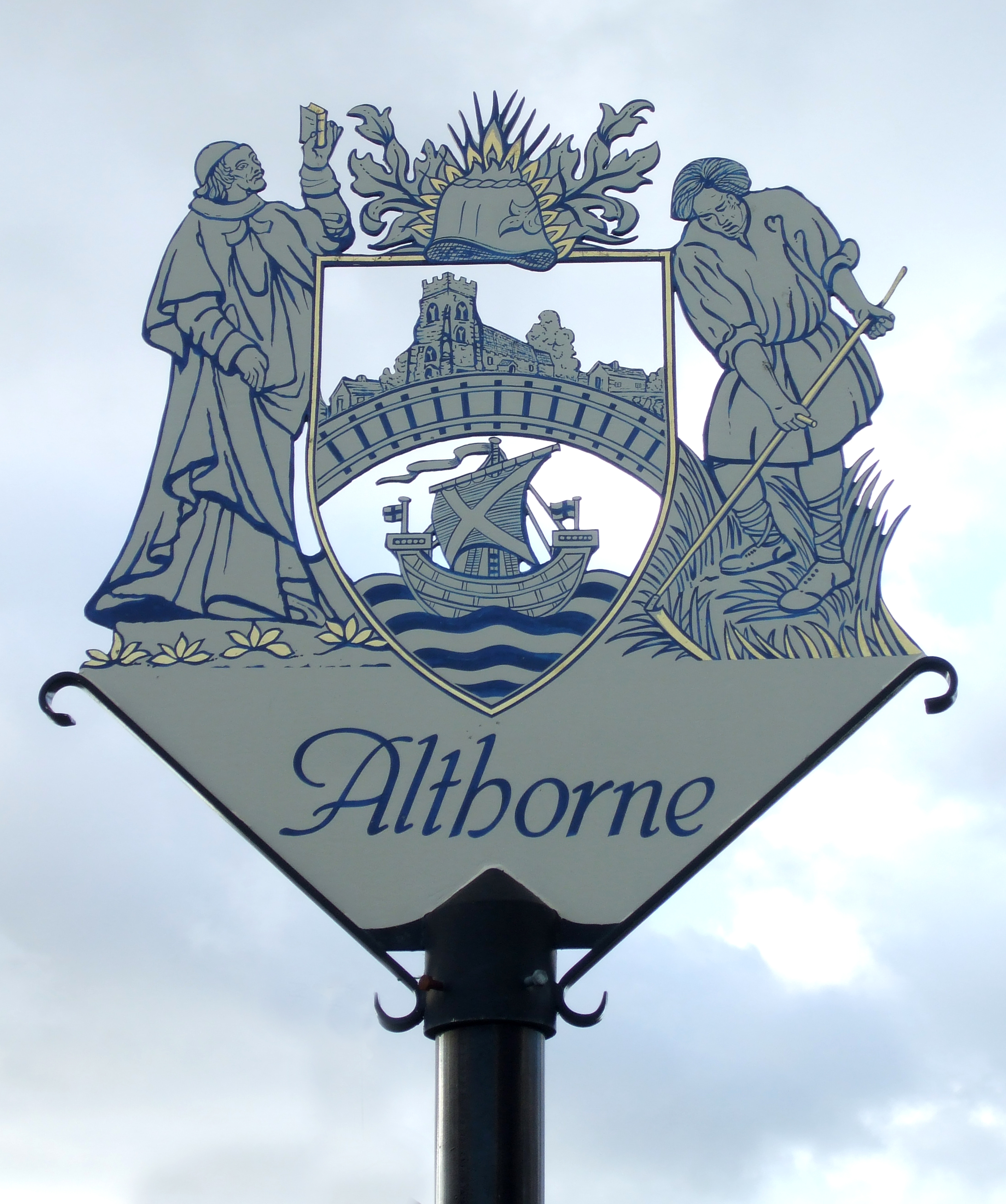